# 612 př. n. l.
Století: 8. století př. n. l. – 7. století př. n. l. – 6. století př. n. l.
Roky: 617 616 615 614 613 – 612 př. n. l. – 611 610 609 608 607

## Události
- Spojená vojska Babylonie a Médie dobyla a zpustošila asyrské hlavní město Ninive. Konec Novoasyrské říše.
- Novobabylónská říše na jihu Mezopotámie: král Nabopalassar obnovuje Babylón, rozšiřuje stupňovitý chrám boha Marduka – babylonská věž a staví Ištařinu bránu v ulici, kde procházela procesí o novoročních svátcích.

## Hlava státu
Asyrská říše:
- Sín-šarra-iškun

Novobabylonská říše:
- Nabopolasar

Judské království:
- Jóšijáš

Egypt:
- Psammetik I.